# سد الرستن

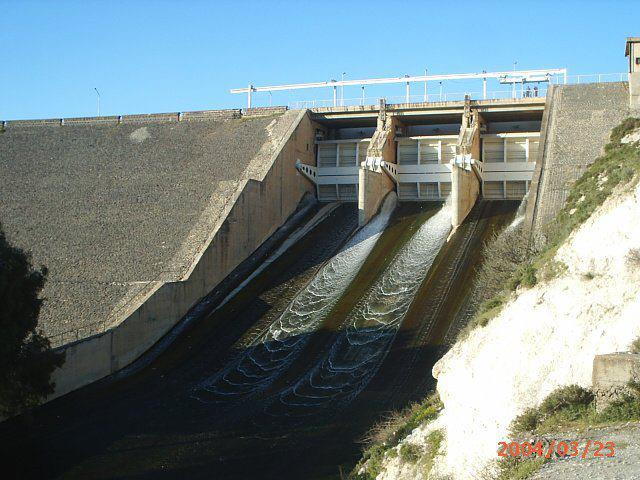
سد الرستن

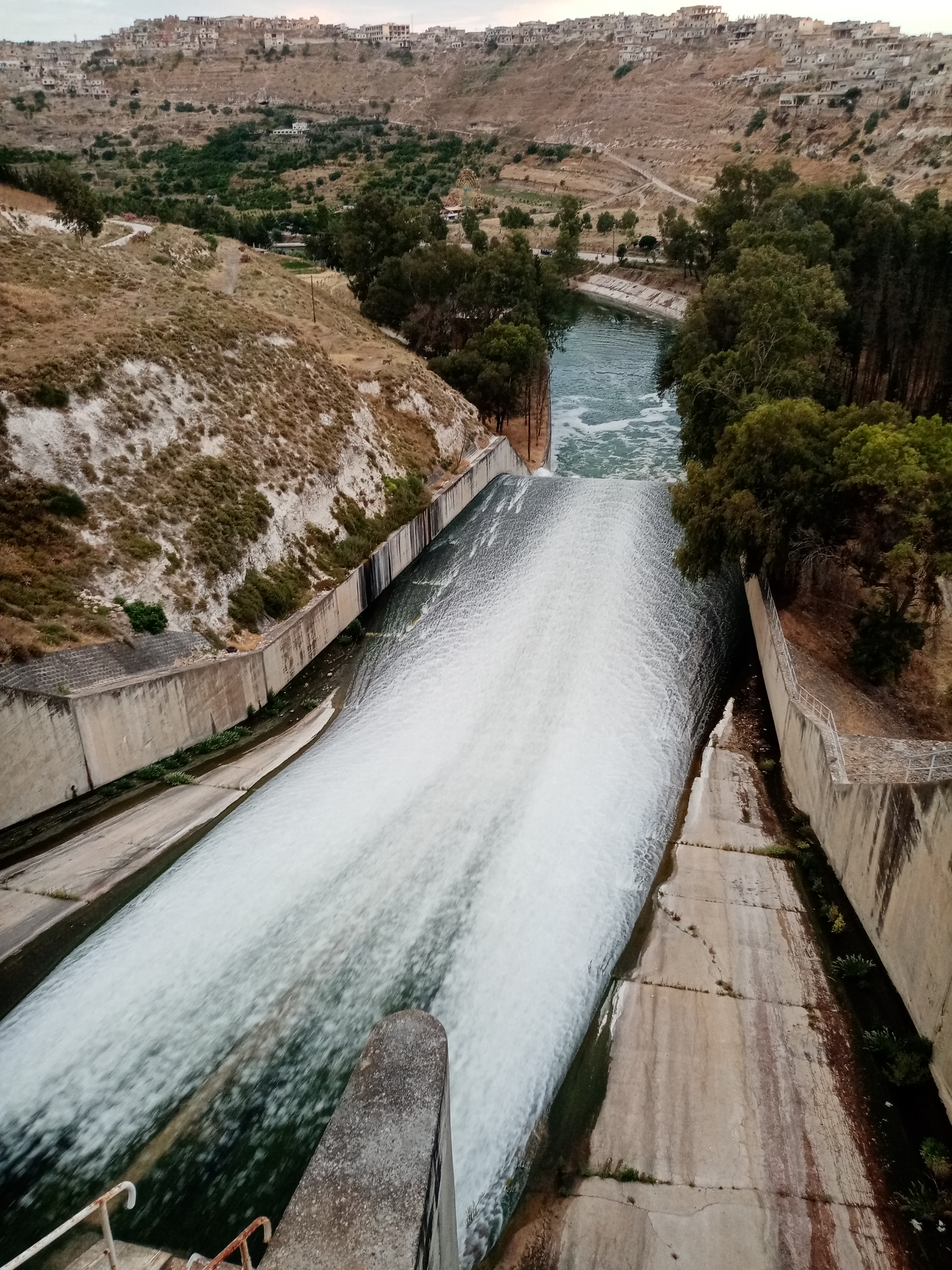
شلال سد الرستن

سد الرستن سد يقع بين بلدة الرستن التابعة لمحافظة حمص. وقرية تومين التابعة لمحافظة حماة في سوريا أُقيم السد عام 1958 على نهر العاصي، ويخزن السد 250 مليون متر مكعب من المياه في بحيرة السد التي يستفاد منها في مشاريع منطقة سهل الغاب وتُربّى في بحيرة السد أصناف مختلفة من الأسماك وتم أخيرا استزراع أنواع جديدة من الأسماك.
أقيم هذا السد أيام الوحدة مع مصر وتعرض للقصف الجوي من خلال العدوان الإسرائيلي ويستفاد منه في أعمال السقاية وتوليد الطاقة الكهربائية.

## وصلات خارجية
- سد الرستن في ويكيمابيا